# Gnosticismo

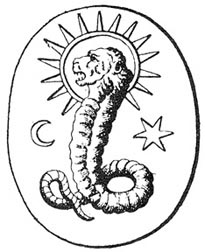
Serpente dal volto di leone, detto glicone, uno dei simboli gnostici della sapienza divina.

Lo gnosticismo è un movimento filosofico, religioso ed esoterico, a carattere iniziatico, molto articolato e complesso, fiorito nel mondo ellenistico greco-romano, che raggiunse la massima diffusione tra il II e il IV secolo d.C. Il termine gnosticismo è di origine moderna, che discende dalla parola greca gnósis (γνῶσις), cioè «conoscenza», che era l'obiettivo che esso si poneva. Il termine fu infatti coniato da Henry More nel 1669, con esplicito riferimento al vocabolo greco «gnosi» utilizzato nell'antichità dai seguaci del movimento.
Anche se sembra collocarsi soprattutto in un contesto cristiano, in passato alcuni studiosi hanno ritenuto che lo gnosticismo precedesse il cristianesimo e annoverasse credenze religiose pre-cristiane e pratiche spirituali comuni alle origini del cristianesimo, al neoplatonismo, all'ebraismo del Secondo Tempio, alle religioni misteriche e allo zoroastrismo (soprattutto per ciò che riguarda lo zurvanismo). La discussione sullo gnosticismo è cambiata radicalmente con la scoperta dei Codici di Nag Hammadi, che condussero gli studiosi a una revisione delle precedenti ipotesi.

## Storia

### Origini
Le origini dello gnosticismo sono state per lungo tempo oggetto di dibattito e sono tuttora un interessante soggetto di ricerca. Più queste origini sono studiate, più sembra che le sue radici affondino in epoca precristiana. Mentre in precedenza lo gnosticismo veniva considerato soprattutto una delle eresie del cristianesimo, sembra che le prime tracce di sistemi gnostici possano essere trovate già alcuni secoli prima dell'era cristiana. Al quinto Congresso degli Orientalisti tenutosi a Berlino nel 1882, Rudolf Kessler fece notare il collegamento tra gnosis e religione della Mesopotamia, ma non la religione originale sumero-accadica, quanto la religione sincretica che si sviluppò dopo la conquista della regione da parte di Ciro il Grande e la diffusione nella stessa dello zoroastrismo. Sette anni più tardi, nel 1889, Wilhelm Brandt pubblicò il suo Mandäische Religion, in cui descriveva il mandeismo, l'unica scuola gnostica sopravvissuta ininterrottamente fino ai nostri giorni, come una forma così chiara di gnosticismo, da essere prova che lo gnosticismo esistette indipendentemente e anteriormente al cristianesimo.

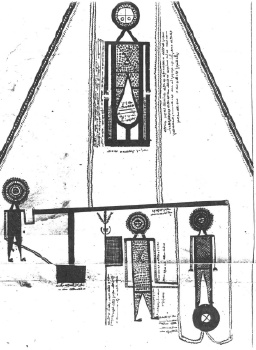
Raffigurazione di Abatur dal Diwan Abatur, uno dei testi gnostici del mandeismo

Molti studiosi, invece, hanno ricercato la fonte delle teorie gnostiche nel mondo ellenistico e, specialmente, nella città di Alessandria d'Egitto. Nel 1880, Manuel Joël cercò di provare che l'origine di tutte le teorie gnostiche sia rintracciabile in Platone. Anche se la tesi su Platone può essere considerata come una forzatura, l'influenza greca sulla nascita e sullo sviluppo dello gnosticismo non può essere negata. In ogni caso, che il pensiero alessandrino abbia avuto qualche influenza, almeno nello sviluppo dello gnosticismo cristiano, è dimostrato dal fatto che la maggior parte della letteratura gnostica di cui siamo in possesso ci proviene da fonti egiziane in lingua copta.
Quando Ciro il Grande entrò a Babilonia nel 539 a.C., si incontrarono due grandi scuole di pensiero, quella mesopotamica e quella iraniana, e iniziò una fase di sincretismo religioso. L'idea della lotta titanica tra bene e male, che pervade l'universo in eterno, è l'idea da cui deriva lo zoroastrismo, o dualismo iraniano. Questo, e l'immaginata esistenza di innumerevoli spiriti intermedi, angeli e demoni, fu la spinta che fece superare le idee del sumero-accadismo. D'altra parte la fiducia incrollabile di tale substrato culturale nell'astrologia e la convinzione che il sistema planetario abbia un'influenza totale sugli affari di questo mondo si sviluppò proprio tra i caldei. La grandezza dei Sette (la Luna, Mercurio, Venere, Marte, il Sole, Giove, e Saturno), la sacra Ebdomade, simboleggiata per millenni dalle torri di Babilonia a sette gradini di sette colori, non fu sminuita. I Sette cessarono di essere adorati come divinità, ma furono reinterpretati come arconti e dynameis, regolatori e poteri, la cui quasi irresistibile forza contrastava l'uomo. Furono reinterpretati come daeva, spiriti maligni, secondo l'inversione terminologica zoroastriana (nella quale il termine daeva viene a significare, di contrasto a tutti i sistemi religiosi indoeuropei, non gli spiriti celesti ma i demoni infernali). La religione degli invasori e quella degli invasi si fusero in un compromesso: ogni anima, nella sua ascesa verso il Dio supremo e la luce infinita dell'Ogdoade, doveva combattere contro l'avversa influenza del dio o degli dei dell'Ebdomade. Questa ascesa dell'anima attraverso le sfere planetarie fino al paradiso cominciò ad essere concepita come una lotta con poteri avversi e divenne la prima e predominante linea dello gnosticismo.
La seconda grande linea del pensiero gnostico fu la magia, il potere ex opere operato di nomi, suoni, gesti e azioni. Queste formule magiche, che provocavano risate e disgusto ai non iniziati, non sono corruzioni più tarde della filosofia gnostica, ma una parte essenziale dello gnosticismo e furono osservate in tutte le forme di gnosticismo cristiano. Nessuna gnosis era completa senza la conoscenza delle formule che, una volta pronunciate, permettevano l'annullamento dei poteri ostili. Lo gnosticismo entrò in contatto con l'ebraismo abbastanza presto. Considerando le forti, ben organizzate ed estremamente colte colonie ebraiche nella valle dell'Eufrate, questo primo contatto con il giudaismo è perfettamente naturale. Forse l'idea gnostica di un Redentore deriva proprio dalle speranze messianiche dell'ebraismo. Ma, fin dall'inizio, la concezione gnostica del Salvatore è più sovrumana di quella dell'ebraismo; il loro Manda d'Haye, o Soter, è una manifestazione immediata della Divinità, un Re della Luce, un Æon (Eone).
Le correnti gnostiche sono accomunate dal dualismo Dio/mondo materiale, Dio trascendente/Demiurgo creatore e la concezione del corpo come prigione dell'anima.

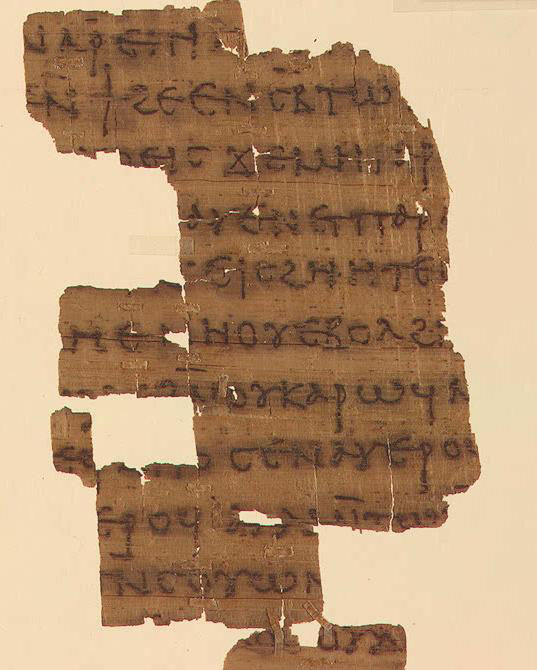
Frammento del Dialogo del Salvatore, uno dei testi gnostici ritrovati nei codici di Nag Hammadi.

### Gnosticismo in senso stretto
Lo "gnosticismo" in senso stretto si sviluppò pienamente nel II secolo d.C., periodo in cui operarono i principali maestri delle varie scuole. Esso ebbe come centri di maggiore fioritura soprattutto Alessandria d'Egitto e Roma. Un particolare impulso ebbe, negli ultimi secoli, in Siria e in Egitto, grazie alla sua diffusione in ambienti monastici, attraverso varie correnti ascetiche. Lo gnosticismo, comunque, ebbe i suoi rappresentanti più noti nei primi secoli dopo Cristo, con prominenti insegnanti come Marcione, Valentino e Basilide. Insieme a quelli di Eracleone, i loro testi sono andati perduti e ci sono pervenuti grazie alle citazioni dei loro rivali teologici: Ireneo di Lione, poi Clemente Alessandrino, Origene, Epifanio di Salamina e Tertulliano.- Altri gnostici noti furono Cerinto, Carpocrate e Simone Mago con tutta la sua scuola. Anche quando la corrente principale e centralizzata della Chiesa di Roma divenne il corpo cristiano ufficiale e dominante e iniziò a sopprimere le correnti cristiane alternative e il paganesimo, lo gnosticismo non svanì senza lasciare traccia, anche se sant'Ireneo di Lione, Tertulliano e san Giustino rimasero le uniche fonti di conoscenza fino al 1945, anno in cui furono scoperte, nei pressi del villaggio di al-Qasr in Egitto, quarantaquattro opere gnostiche.
Una delle conclusioni che si ricavano da Sant'Ireneo di Lione, dove per la prima volta appare il termine "gnostico", è che esistono tanti tipi di gnosticismo quante le persone che lo proclamano con una certa autorità.

### Influenze successive
Il manicheismo del IV secolo fu certamente influenzato dall'immaginario gnostico. Nel Medioevo idee gnostiche continuarono a riaffiorare a intervalli regolari, come dimostra l'apparizione di movimenti quali il catarismo, il bogomilismo e il paulicianesimo. Non si rilevano continuità dirette tra lo gnosticismo tardo-antico e il catarismo medievale, sebbene ci siano notevoli affinità.
Nel 1208 i Catari furono dichiarati eretici dalla Chiesa cattolica, e fu indetta da papa Innocenzo III una crociata per il loro sterminio che terminò solo nel 1244, con la caduta dell'ultima roccaforte catara di Montségur. A partire da questo momento le sette gnostiche scomparvero dalla scena europea, anche se lo gnosticismo sopravvisse con i Mandei in Iraq e il manicheismo in Cina, che esistono a tutt'oggi.
Più tardi ripresero il modello gnostico l'alchimia e l'astrologia rinascimentale, scienze esoterico-misteriche che si nutrivano delle pubblicazioni di letterati come Marsilio Ficino (1433–1499), che nel 1463 tradusse il Corpus Hermeticum, una raccolta di scritti sapienziali di epoca ellenistica, attribuiti al mitico Ermes Trismegisto.

## Caratteristiche e definizione
Una definizione piuttosto parziale del movimento, basata sull'etimologia della parola, può essere: «dottrina della salvezza tramite la conoscenza», termine che va inteso come la coscienza illuminata. Mentre il cristianesimo che prese poi piede, la cui dogmatica è stata definita dai concili ecumenici, sostiene che l'anima raggiunge la salvezza dalla dannazione eterna per grazia di Dio principalmente mediante la fede, per lo gnosticismo invece la salvezza dell'anima dipende da una forma di conoscenza superiore dell'uomo e del mondo e di illuminazione (gnosi) portate da Cristo. Gli gnostici dunque erano una classe di mistici illuminati o iniziati, il cui status presente e futuro era sostanzialmente diverso da quello di coloro che non avevano raggiunto questa realizzazione spirituale, mistica. 
Lo gnosticismo descrive un insieme di antiche religioni il cui principio base era l'insegnamento attraverso il quale si può fuggire dal mondo materiale, creato dal Demiurgo, per abbracciare il mondo spirituale. Gli ideali gnostici furono influenzati da molte delle antiche religioni che predicavano tale gnosi (variamente interpretata come conoscenza, illuminazione, salvezza, emancipazione o unicità con Dio), che, a seconda del culto in questione, poteva essere raggiunta praticando la filantropia, tale da raggiungere la povertà personale, l'astinenza sessuale (per quanto possibile per gli ascoltatori, completamente per iniziati) e una diligente ricerca della saggezza aiutando gli altri.
Nello gnosticismo il mondo del Demiurgo è rappresentato dal mondo inferiore, che è associato con la materia, la carne, il tempo e più particolarmente con un mondo imperfetto, effimero. Il mondo di Dio è rappresentato dal mondo superiore ed è associato all'anima e alla perfezione. Il mondo di Dio è eterno e non rientra nei limiti della fisica. È impalpabile, e il tempo non esiste. Per arrivare a Dio lo gnostico deve raggiungere la conoscenza, che mescola filosofia, metafisica, curiosità, cultura, saperi e i segreti della storia e dell'universo.

## Il rapporto con il cristianesimo
In generale gli gnostici tendevano ad identificare il Dio veterotestamentario con la potenza inferiore del malvagio Demiurgo, creatore di tutto il mondo materiale, mentre il Dio neotestamentario con l'Eone perfetto ed eterno, il generatore degli eoni Cristo e Sophia, incarnati sulla Terra rispettivamente come Gesù e Maria Maddalena. Dalla concezione docetista insita in gran parte delle religioni gnostiche, deriverebbe poi il rifiuto della resurrezione del corpo di Gesù, poiché dopo la sua morte, egli sarebbe tornato sulla Terra solo nella sua forma divina, liberato dal corpo materiale. Inoltre, nel periodo tra la Resurrezione e l'Ascensione, periodo considerato dagli gnostici ben più esteso dei canonici quaranta giorni, avrebbe impartito solo a pochi dei suoi discepoli una sorta di insegnamento segreto (di tale insegnamento tratta l'apocrifo Pistis Sophia). Tale insegnamento, parallelamente alla dottrina della Chiesa, fondata sulla predicazione pubblica del Cristo, venne tramandato per via occulta a beneficio di pochi eletti, escludendo, così, la gerarchia della Chiesa. Inoltre, aspetto fondamentale, la salvezza doveva giungere attraverso esperienze personali e non attraverso lo studio dei testi canonici. Tutte queste convinzioni contrastavano fortemente con l'ortodossia del cattolicesimo che andava formandosi in quei primi secoli. Fu quindi inevitabile che le dottrine gnostiche, che in un primo tempo si erano diffuse anche all'interno della Chiesa, incontrassero l'opposizione delle comunità cristiane e fossero considerate come eretiche. Ciò portò il movimento gnostico ad un rapido declino, anche se, specialmente in Medio Oriente, alcuni aspetti dello gnosticismo (come l'aspetto ascetico) divennero parte integrante del patrimonio della Chiesa Cristiana per mezzo della corrente filomatica philomathìa-φιλομάθεια che, sebbene non avesse un impianto religioso, permetteva, con la sua etica o mistica peculiare, una tolleranza reciproca tra studiosi (filomati) e sacerdoti (clero cristiano).

### Visione gnostica della creazione

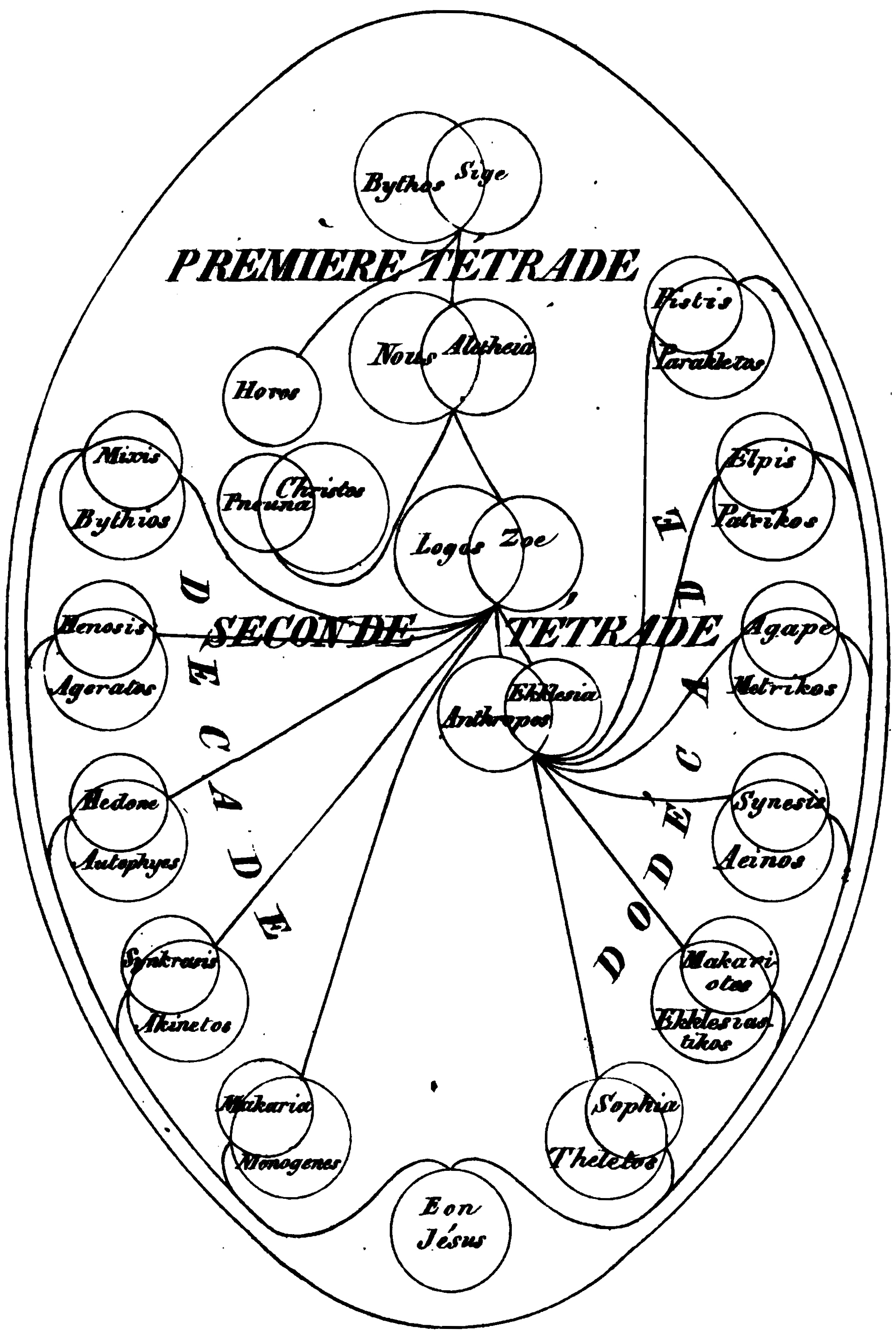
Complesso schema del pleroma secondo i valentiniani.

Gran parte delle religioni cristiano-gnostiche teorizzavano che da Dio Primo Eone fossero state generate più coppie di eoni composte sempre da un eone maschile e uno femminile. Dio e gli eoni nel loro complesso formavano il Pleroma.
Gli eoni, in molti sistemi gnostici, rappresentano le varie emanazioni del Dio primo, noto anche come l'Uno, la Monade, Aion Teleos (l'Eone Perfetto), Bythos (greco per Profondità), Proarkhe (greco per Prima dell'Inizio), Arkhe (greco per Inizio). Questo primo essere è anch'esso un eone e contiene in sé un altro essere noto come Ennoia (greco per Pensiero), o Charis (greco per Grazia), o Sige (greco per Silenzio). L'essere perfetto, in seguito, concepisce il secondo e il terzo eone: il maschio Caen (greco per Potere) e la femmina Akhana (Verità, Amore). Ne segue a cascata una serie di sizigie, o coppie di eoni tra loro complementari, secondo la ben nota (ai Greci) polarità degli opposti: maschio-femmina, attività-passività, Sole- Luna etc.
Quando un eone chiamato Sophia venne emanato senza il suo complementare maschile, il risultato fu il Demiurgo, o mezzo-creatore (nei testi gnostici a volte chiamato Yaldabaoth, Hysteraa, Saklas (= il folle) o Rex Mundi per i Catari), una creatura potente ma imperfetta (dal punto di vista divino), che per invidia e risentimento contro il Padre ed il mondo spirituale, creò il mondo materiale, inclusi Spazio, Tempo e leggi di Natura. In questa 'trappola infernale' vennero a cadere gli eredi di Adamo ed Eva, gli uomini, la cui anima venne così incatenata alla materia. Il Demiurgo volle così 'vendicare' la propria posizione inferiore rispetto al Pleroma, sottraendo a quest'ultimo le preziose anime umane, costituite in realtà da una scintilla divina e perciò divine anch'esse.  Questa misera condizione dell'Uomo creava disarmonia anche nelle sfere superiori, e per porvi rimedio l'Uno emanò due eoni, Cristo e Sophia, ovvero lo Spirito Santo, per salvare l'umanità dal Demiurgo. Cristo prese poi la forma della creatura umana Gesù in modo da potere insegnare all'umanità la via per raggiungere la gnosi: il ritorno al pleroma.
Anche il Vangelo di Giuda, recentemente scoperto, tradotto e poi acquistato dalla National Geographic Society menziona gli eoni e parla degli insegnamenti di Gesù al loro riguardo. In un passo di tale Vangelo, Gesù deride i discepoli che pregano l'entità che loro credono essere il vero Dio, ma che è in realtà il malvagio Demiurgo.
Gli gnostici ofiti, o naasseni, veneravano il serpente perché, come narrato nella Genesi (3,1), era stato mandato da Sophia (o era lei stessa nelle sue sembianze) per indurre gli uomini a nutrirsi del frutto della conoscenza, al fine di infondere in loro la gnosis di cui avevano bisogno per svegliarsi dagli inganni del malvagio Demiurgo ed evolversi a Dio.

### Culto ed etica
Ogni setta predicava una propria variante del credo gnostico e quindi praticava un proprio culto. Alcune sette respingevano completamente i sacramenti, mentre altre accettavano quali strumenti di conoscenza solo il battesimo e l'Eucaristia, affiancandoli ad altri riti, per mezzo di inni e formule magiche, o pratiche, come l'astinenza sessuale o la povertà, che dovevano propiziare l'ascesa al regno spirituale del principio divino imprigionato nel corpo materiale.
Da un punto di vista etico, lo gnosticismo oscillava fra il rigore e il lassismo: se, infatti, la valutazione negativa della materia e del corpo spingeva alcuni gruppi ad astenersi anche dal matrimonio e dalla procreazione, fino ad arrivare all'ascetismo più rigoroso (Saturnino, encratiti), la convinzione che l'anima fosse assolutamente estranea al mondo materiale portava altre correnti a giudicare in termini relativistici ogni atto connesso con il corpo (Basilide, Carpocrate, barbelognostici, fibioniti, cainiti).

## Scuole gnostiche
Per scuole gnostiche si intendono le varie correnti dello gnosticismo.
Nel suo insieme, il movimento non ebbe mai un'autorità centrale che ne regolasse la dottrina o la disciplina, vi erano diversi gruppi, alcuni dei quali in apparente contrapposizione tra loro.
L'unica classificazione possibile di queste sette si può pertanto basare sulla loro linea di pensiero. Si possono distinguere perciò:
- "siriano" o "semitico";
- "ellenistico" o "alessandrino";
- "dualistico";
- "antinomiano".

### Siriana/semitica
Questa scuola rappresenta la fase più antica dello gnosticismo, poiché l'Asia Occidentale era la patria del movimento. Dositeo, Simone Mago, Menandro, Cerinto, Cerdone, Saturnino, i Bardesaniti, gli Ebioniti, gli Entratiti, gli Ofiti o Naasseni, i Perati, gli Gnostici degli "Atti di Tommaso", i Sethiani e i Cainiti si può dire che appartengano a questa scuola. Gli elementi più fantastici e le genealogie elaborate di syzygies e di eoni della gnosis più tarda sono ancora assenti in questi sistemi. La terminologia ancora in forma Semitica; Egitto è il nome simbolico della terra della schiavitù dell'anima. L'opposizione tra il buon Dio e il creatore del Mondo non è eterna o cosmogonica, sebbene ci sia una forte opposizione etica a Yahweh, il Dio degli ebrei. Questi è l'ultimo dei sette angeli che forgiarono il mondo dalla materia eterna preesistente. Gli angeli demiurgici, tentando di creare l'uomo, crearono solo un misero verme al quale il Buon Dio, comunque, diede la scintilla della vita divina. La legge del dio degli ebrei deve essere rigettata, perché il buon Dio ci chiama al suo servizio immediato attraverso Cristo suo Figlio. Si obbedisce alla Divinità Suprema astenendosi dal sesso e dal matrimonio. Tale era il sistema di Saturnino di Antiochia, che insegnò durante il regno di Adriano. I Naasseni (da Nahas, il termine ebraico per serpente) erano adoratori del serpente come simbolo della saggezza che il Dio degli ebrei tentò di nascondere agli uomini. Gli Ofiti (ophianoi, da ophis il serpente) che, quando si trasferirono ad Alessandria d'Egitto, influenzarono le principali idee del Valentinianismo, divennero una delle sette più diffuse dello gnosticismo. Sebbene non strettamente adoratori del serpente, costoro riconoscevano il serpente come simbolo dell'emanazione suprema, Achamoth o Saggezza Divina. Essi furono indicati quali gnostici per eccellenza. I Sethiani videro in Seth il padre di tutti gli uomini spirituali (pneumatikoi); in Caino e Abele il padre degli psichici (psychikoi) e degli ilici (hylikoi). Secondo i Peratae esiste una trinità composta da Padre, Figlio, e Hyle (materia). Il Figlio è il Serpente Cosmico che liberò Eva dal potere della legge di Hyle. Essi simboleggiavano l'universo come un triangolo incluso in un cerchio. Il numero tre era, per loro, la chiave di tutti i misteri. I Cainiti si chiamarono così perché veneravano Caino, Esaù, i Sodomiti e Giuda; tutti costoro avevano resistito in qualche maniera al dio degli ebrei.

### Ellenistica/alessandrina
I loro sistemi erano più astratti, e filosofici di quello siriano. La nomenclatura semitica fu sostituita pressoché completamente da nomi greci. Il problema cosmogonico si era ingigantito, il lato etico era meno prominente, l'ascetismo si era rafforzato grandemente. I due grandi pensatori di questa scuola furono Basilide e Valentino. Sebbene nato ad Antiochia, in Siria, Basilide fondò la sua scuola ad Alessandria (intorno al 130), e fu seguito da suo figlio Isidoro. Il suo sistema fu il più consistente e sobrio emanazionismo mai prodotto dallo gnosticismo. La sua scuola non si diffuse mai così estesamente come quella di Valentino, ma in Spagna sopravvisse per molti secoli. Valentino che insegnò prima ad Alessandria la philomathìa - φιλομάθεια e poi a Roma (intorno al 160), elaborò un sistema di dualismo sessuale nel processo di emanazione; una lunga serie di coppie di idee personificate maschio e femmina venivano impiegate come ponte per colmare la distanza tra il Dio sconosciuto e il mondo. Il suo sistema è più confuso del Basilidiano, specialmente per il disturbo dato dall'intrusione della figura di Sophia nel processo cosmogonico. Valentino fu influenzato dall'Ofitismo egiziano, che essendo di origine siriana, poteva reclamare di essere il vero rappresentante dello spirito gnostico. Si apprende da Ippolito (Adv. Haer., IV, xxxv), Tertulliano (Adv. Valent., iv) e Clemente Alessandrino (Exc. ex Theod., titolo) che c'erano due scuole principali di Valentinianismo, l'italiana e l'Anatolica o asiatica. Nella scuola italiana insegnanti degni di nota erano: Secundus che divise l'Ogdoad all'interno del Pleroma in due tetradi Destra e Sinistra; Epifane che divise queste Tetradi come Monotes, Henotes, Monas ed Hen; e probabilmente Colorbaso, a meno che il suo nome non sia un fraintendendo di Kol Arba "Tutti e Quattro". Ma i più importanti furono Tolomeo ed Eracleone. Tolomeo è conosciuto principalmente per la sua lettera a Flora, una nobildonna che gli aveva scritto per farsi spiegare il significato del Vecchio Testamento. Riferisce Tertulliano, che questi divise i nomi e i numeri degli eoni in sostanze impersonate fuori della divinità. Era versato negli studi biblici ed era un uomo dall'immaginazione sfrenata. Per Clemente Alessandrino (Strom., IV, ix 73) Eracleone era l'insegnante più eminente della scuola Valentiniana. Origene dedica una gran parte del suo commentario su San Giovanni a confutare il commentario di Eracleone sullo stesso Evangelista. Eracleone chiamò la fonte di ogni essere Anthropos, invece di Bythos, e respinse l'immortalità dell'anima, intendendo, probabilmente il solo elemento psichico. La scuola Anatolica ebbe come insegnante preminente Axionicus (Tertulliano, Adv. Valent., iv; Hipp., Adv. Haer., VI, 30) che aveva il suo collegium ad Antiochia intorno al 220. Il sistema di Marco il Congiuratore, un'elaborata speculazione su cifre e numeri è riportato da Ireneo (I, 11-12) e Ippolito (VI, 42). Marco probabilmente fu un egiziano contemporaneo di Ireneo. Un sistema simile a quello dei Marcosiani fu elaborato da Monoimus l'arabo, al quale Ippolito dedica i capitoli da 5 ad 8 del Libro VIII. Ippolito è nel giusto quando definisce queste due sette gnostiche imitazioni di Pitagora piuttosto che dei cristiani. Secondo le Epistole di Giuliano (morto 363), collegia Valentinani esistettero in Asia Minore fino ai suoi tempi.

### Dualistica
Il dualismo era congenito nello gnosticismo, ma raramente superò la sua tendenza principale, il panteismo. Questo era certamente il caso nel sistema di Marcione, che distinse tra il Dio del Nuovo Testamento e il Dio del Vecchio Testamento come tra due eterni contendenti, il primo Buono, agathos; il secondo soltanto dikaios, il Demiurgo creatore del mondo; tuttavia, Marcione non portò questo sistema alle estreme conseguenze. Egli può essere considerato più come un precursore di Mani che come uno gnostico puro. Tre dei suoi discepoli, Potito, Basilico, e Lucano, sono ricordati da Eusebio come sostenitori del dualismo del loro maestro (H.E., V, xiii), mentre Apelle, il suo principale discepolo, sebbene non si scostasse molto dalle idee del maestro nel rifiutare il Vecchio Testamento, ritornò al monoteismo affermando che l'ispiratore delle profezie del Vecchio Testamento non era un dio, ma un angelo malvagio. In un passo del Vangelo di Giuda, che Ireneo di Lione attribuisce ai Cainiti, Gesù deride i discepoli che pregano l'entità che loro credono essere il vero Dio, ma che è in realtà il malvagio Demiurgo. Ermogene, all'inizio del II secolo, a Cartagine, insegnò un dualismo piuttosto diverso: l'oppositore del buon Dio non era il Dio degli ebrei, ma la Materia Eterna, fonte di tutto il male. Questo Gnostico fu combattuto da Teofilo di Antiochia e Tertulliano.

### Antinomiana
Poiché il Dio degli ebrei impose una legge morale, l'opposizione al Dio degli ebrei era un dovere e la violazione della sua legge morale fu considerata un'obbligazione solenne. La setta dei nicolaiti, che professava questo credo, esisteva fin dai tempi degli Apostoli, il loro principio, secondo Origene era parachresthai te sarki. Carpocrate, che Tertulliano (De animâ, xxxv) definiva mago e fornicatore, era un contemporaneo di Basilide. Il suo credo imponeva di tenere una condotta infame, in modo da disobbligarsi nei confronti dei poteri cosmici e sfuggirgli. La sua gnosis consisteva nell'infrangere ogni legge e naufragare nella Monade attraverso il ricordo della preesistenza nell'Unità Cosmica. Suo figlio Epifanio secondo alcuni eresiologi morì a Same di Cefalonia, all'età di soli diciassette anni, consumato dai vizi. Alcuni studiosi moderni, tuttavia, propendono per la tesi che in realtà egli non sia mai esistito, ma che sia stato un mito creato dai carpocraziani, che in suo onore avevano fatto erigere un tempio sull'isola di Samo. San Giustino (Apol., I, xxvi), Ireneo (io, xxv 3) ed Eusebio (H.E., IV, vii) proclamarono che "la reputazione di questi uomini portò l'infamia sull'intera razza Cristiana".

## Correnti principali
- Barbelognostici
- Basilidiani
- Bogomili
- Cainiti
- Carpocraziani
- Catari
- Cerdoniani
- Cerinziani
- Colarbasiani
- Encratiti
- Elcasaiti

- Fibioniti
- Mandei
- Manichei
- Nicolaiti
- Ofiti
- Pauliciani
- Perati
- Sethiani
- Simoniani
- Valentiniani
- Valesiani

## Influenze sul pensiero moderno
In epoca contemporanea, a fianco di movimenti elitari che si richiamano alle correnti gnostiche del passato, non mancano tentativi di identificare caratteri gnostici in correnti di pensiero moderne: così nel nichilismo ed esistenzialismo, che enfatizzano la mancanza di significato dell'esistenza terrena. Lo storico delle religioni Ioan Couliano invece nega, a parte alcune somiglianze formali, una reale affinità tra lo gnosticismo antico e il nichilismo moderno (anche nella forma esistenzialista), in quanto il primo ha un carattere fortemente metafisico, rappresentando una estrema affermazione della trascendenza a spese del mondo sensibile, mentre il secondo ha una prospettiva puramente mondana e anti-metafisica; per lo stesso motivo contesta chi (come Voegelin) vede nella modernità una realizzazione dei principi gnostici.
Durante il XIX secolo si assisté alla nascita di diversi movimenti di tipo religioso o parareligioso che si richiamano dichiaratamente allo gnosticismo antico. Fra essi, a puro titolo di esempio, la teosofia. La scoperta, nel 1945 dei Codici di Nag Hammadi ha dato nuova forza a molti di questi movimenti, con diversi filoni di pensiero. Per esempio Carl Gustav Jung studiò a lungo il pensiero gnostico, affiancando a esso le sue conoscenze di psicologia.

## Letteratura
- Apocrifi dell'Antico Testamento
- Codice Bruce
- Codice di Berlino
- Codici di Nag Hammadi
- Odi di Salomone
- Vangeli apocrifi
- Vangeli gnostici